# Kakuts Ágnes
Kakuts Ágnes (Nyárádremete, 1939. május 16. – Budapest, 2019. szeptember 1.) Déryné-díjas magyar színésznő, a kolozsvári Állami Magyar Színház örökös tagja, Czikéli László felesége.

## Élete
A Szentgyörgyi István Színművészeti Intézetben Marosvásárhelyen végezte tanulmányait. 1962 és 1968 között a Székely Színház tagja volt. 1968 és 1976 között a Nagyváradi Szigligeti Színházban játszott. 1976–1987 között a Kolozsvári Állami Magyar Színházban, Magyarországra áttelepülve 1987-től pedig a Veszprémi Petőfi Színházban dolgozott. Férje Czikéli László színész volt. A kolozsvári Állami Magyar Színház örökös tagjai közé választotta.

## Fontosabb színházi szerepei
- Ion Luca Caragiale: Zűrzavaros éjszaka... Veta
- William Shakespeare: Szeget szeggel... Franciska
- Sütő András: Pompás Gedeon... Cilike
- Sütő András: Anyám könnyű álmot ígér... öregasszony
- Vörösmarty Mihály: Csongor és Tünde... Mirigy
- Szigligeti Ede: Liliomfi... Erzsike
- Szigligeti Ede: Vőlegény... Mariska
- Jókai Mór: A kőszivű ember fiai... Antoinette
- Csiky Gergely: A kaviár... Czili
- Csepreghy Ferenc: Piros bugyeláris... Csutak Kata
- Leonyid Zorin: Varsói melódia... Helga
- Tomcsa Sándor: Műtét... Rucskáné
- Makszim Gorkij: Éjjeli menedékhely... Anna; Vaszilissza
- Henrik Ibsen: Peer Gynt... Solvejg anyja; Kari
- Paul Foster: I. Erzsébet... I. Erzsébet
- Giulio Scarnacci - Renzo Tarabusi: Kaviár és lencse... Matilde
- Móricz Zsigmond: Nem élhetek muzsikaszó nélkül... Kisvicákné
- Illyés Gyula: Dupla vagy semmi... Márta
- Georges Feydeau: Egy hölgy a Maximból... Petyponné
- Sík Sándor: István király... Gizella
- Eugène Labiche: Olasz szalmakalap... Clara
- Maurice Maeterlinck: Szent Antal csodája... Virginie
- Sławomir Mrożek: Tangó... Eleonora
- Friedrich Dürrenmatt: János király... Bianca
- Örkény István: Macskajáték... Giza
- Arthur Miller: Az utolsó jenki... Karen
- Madách Imre: Az ember tragédiája... Cigányasszony
- Fjodor Mihajlovics Dosztojevszkij - Szakonyi Károly: A félkegyelmű... Lizaveta
- Mihail Afanaszjevics Bulgakov: Iván, a rettentő... Cárné
- Helen Edmundson: Susaneh
- Tudor Muşatescu: Este érzekem... Adelaida
- Gyurkovics Tibor: Boldogháza... Mrs. Wattson, Tóth Bori
- Marosi Júlia: Árva élet - Egy 16 gyermekes csángó asszony vallomásai ... Anna néni (monodráma)
- Anton Pavlovics Csehov: Három nővér... Anfisza

## Televízió
- Csángó asszony